# Jiří Paroubek

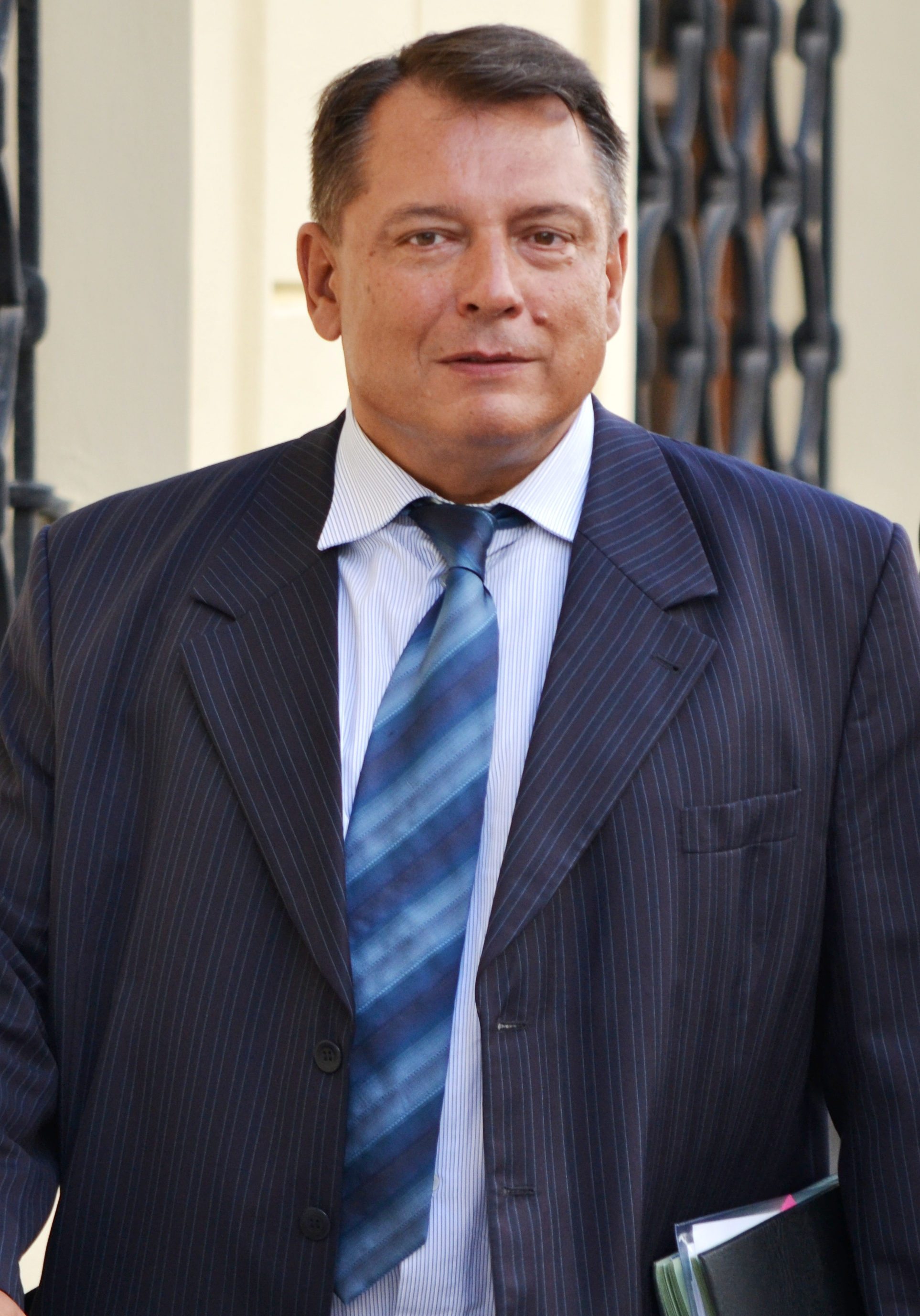
Jiří Paroubek (2013)

Jiří Paroubek (tiếng Séc phát âm: [jɪr̝i ː paroʊ̯bɛk]), sinh ngày 21 tháng 8, 1952) là một chính trị gia Dân chủ Xã hội Cộng hòa Séc, người từng là thủ tướng Chính phủ Cộng hòa Séc từ ngày 25 tháng 4 năm 2005 đến ngày 16 tháng 8 năm 2006. Ông cũng là Chủ tịch của Đảng Dân chủ Xã hội Séc, nhưng đã từ chức khỏi vị trí của mình ngay lập tức sau khi kết quả bầu cử lập pháp năm 2010 đã được công bố vào ngày 29 tháng 5 năm 2010. Mặc dù Đảng Dân chủ Xã hội giành được phiếu bầu, không có khả năng thực sự cho Paroubek để thành lập chính phủ. 

## Thời trẻ và sự nghiệp
Paroubek sinh ra tại Olomouc. Ông đã nhập chính trị vào năm 1970 ở tuổi 18. Năm đó ông gia nhập Đảng Xã hội chủ nghĩa Tiệp Khắc, một đảng thành viên của Mặt trận Dân tộc Tiệp Khắc . Ông đã vươn lên vị trí thấp hơn của các lãnh đạo đảng trước khi rời khỏi đảng này vào năm 1986 .
Ông đã phục vụ trong quân ngũ (một năm) và làm giám sát viên quân đội phục ăn uống Nam Bohemia ở thành phố Prachatice. . Sau khi tốt nghiệp vào năm 1976, Paroubek làm việc như một người quản lý cho một số công ty nhà nước bao gồm các nhà hàng đang nắm giữ (Restaurace một jídelny) [cần dẫn nguồn].
Sau cuộc Cách mạng Nhung tháng 11 năm 1989 Paroubek gia nhập đảng Xã hội dân chủ mới được tái lập. Sau đó, Chủ tịch Jiří Horák trao giao ông một chức vụ điều hành. Năm 1993, ông làm lãnh đạo đảng, nhưng đã bị đánh bại bởi Milos Zeman. Năm 2000, ông được đặt thứ tư trong cuộc bầu cử Thượng viện Cộng hòa Séc tại Prague 8 huyện, kết thúc ngay cả phía sau ứng cử viên Cộng sản. Paroubek có chức vụ cao trong chính quyền thành phố Praha trong hơn 14 năm.